# Proud-Levine-Carpenter-Syndrom
Das Proud-Levine-Carpenter-Syndrom ist eine sehr seltene angeborene Erkrankung mit den Hauptmerkmalen Mikrozephalie, Balkenagenesie und Genitalfehlbildung.
Synonyme sind: Proud-Syndrom; Mikrozephalie-Corpus callosum-Agenesie-Genitalfehlbildung-Syndrom; englisch X-linked syndrome with seizures, acquired micrencephaly, and agenesis of the corpus callosum; ACC with abnormal genitalia
Die Namensbezeichnungen beziehen sich auf die Autoren bzw. die Erstautorin der Erstbeschreibung aus dem Jahre 1992 durch die US-Amerikanerin Virginia K Proud, Clive Levine und Nancy J. Carpenter.

## Verbreitung
Die Häufigkeit ist nicht bekannt, die Vererbung erfolgt X-chromosomal rezessiv.

## Ursache
Der Erkrankung liegen Mutationen im ARX-Gen auf dem X-Chromosom Genort p21.3 zugrunde.
Weitere Erkrankungen mit Mutationen am ARX-Gen sind:
- Partington-Syndrom
- XLAG-Syndrom
- West-Syndrom

## Klinische Erscheinungen
Klinische Kriterien sind:
- Mikrozephalie
- Balkenagenesie, Entwicklungsverzögerung
- Krampfanfälle
- Skoliose, Gelenkkontrakturen, Gesichtsdysmorphie
- Genitalfehlbildung mit Kryptorchismus und Hypospadie.